# Laurent Redon
Pour les articles homonymes, voir Redon (homonymie).
Vous lisez un « bon article » labellisé en 2019.
Pas d'image ? Cliquez ici
Laurent Redon,  né le 5 août 1973 à Saint-Chamond, est un pilote automobile français. Il est notamment connu pour avoir été nommé « rookie of the year » (« débutant de l'année ») de l'Indy Racing League en 2002 et avoir contribué à la première victoire de Pescarolo Sport en endurance en 2001.
Laurent Redon fait ses débuts en karting en 1987 et passe en monoplace en 1994, dans le championnat de France de Formule 3. Il y est sacré champion dès sa deuxième saison, en 1995. Il monte ensuite en Formule 3000, l'antichambre de la Formule 1, terminant huitième en 1996 puis neuvième en 1997 avec un podium. Ces résultats et ses partenaires financiers lui permettent d'intégrer la Formule 1 en tant que pilote d'essais et pilote de réserve pour la Scuderia Minardi en 1998 puis pour Benetton Formula en 1999. Toutefois, il n'obtient jamais de volant de titulaire et ne dispute aucun Grand Prix.
Dès 1999, il se réoriente vers l'endurance, en championnat FIA des voitures de sport, remportant notamment sa première victoire avec Mauro Baldi à Spa-Francorchamps en mai 1999 pour l'écurie JB Team Giesse. Après un accident à Brno, il se tient écarté des circuits jusqu'en 2001, il signe alors avec Pescarolo Sport, toujours en endurance. Il participe aux 24 Heures du Mans qu'il termine treizième avec Sébastien Bourdais et Jean-Christophe Boullion. Avec ce dernier et Boris Derichebourg, il décroche la victoire à Estoril en juillet dans les European Le Mans Series, ainsi que la victoire à Magny-Cours dans le championnat FIA des voitures de sport. 
En fin d'année 2001, Redon participe à deux courses de l'Indy Racing League, se classant septième sur le Chicagoland Speedway pour sa première apparition. Il signe avec Conquest Racing pour participer à toutes les courses de la saison 2002. Il termine trois fois dans les dix premiers et inscrit son unique podium dans la discipline sur le California Speedway. Douzième du championnat, il est nommé « rookie of the year », étant le débutant le mieux classé du championnat. Il est le premier Français à recevoir cette distinction. Toutefois, il s'agit de sa dernière apparition en sport automobile, en tant que pilote.
En 2003, il achète un circuit de karting près de Lyon et l'agrandit au fil du temps, pour y ajouter un laser game. Il devient également le propriétaire de LRS Formula, une société qui permet à ses clients d'essayer et de piloter plusieurs Formule 1 des années 1990, 2000 et 2010. En 2010, il a une brève expérience en tant que directeur d'équipe de Laurent Redon Motorsport ou LRS Formula, engagée en Superleague Formula, sous les couleurs de l'Olympique lyonnais. Avec pour pilote Sébastien Bourdais, il remporte notamment une victoire sur le circuit de Silverstone.

## Biographie

### Enfance et débuts en compétition automobile (1973-1997)
Laurent Redon naît à Saint-Chamond en 1973 ; il est le fils de Josette Redon (née Zannier), et le neveu de Roger Zannier, grand industriel français à la tête du Groupe Zannier,. Laurent Redon fait ses débuts en karting en 1987 en France. Engagé dans des compétitions nationales, il participe en 1993 à la Clio Cup France,. Cette même année, il termine finaliste de l'École Winfield, programme pour former les jeunes pilotes.
Soutenu financièrement par son oncle et le Groupe Zannier, il passe ensuite en monoplace en 1994 dans le championnat de France de Formule 3, dont il se classe neuvième. La saison suivante, il reste dans cette discipline et remporte sa première victoire en mai, sur le circuit de Dijon. Durant les mois suivants, il triomphe dans d'autres courses, comme au circuit Paul-Ricard en juillet, s'affirmant comme un candidat au titre. Lors du dernier weekend en septembre, il est finalement sacré champion de France de Formule 3, devant son estimé coéquipier Nicolas Minassian, vice-champion et soutenu par l'école Winfield, et des pilotes tels que Soheil Ayari ou Stéphane Sarrazin,.
Toujours soutenu par Zannier via la marque Kickers, il rejoint DAMS en Formule 3000, antichambre de la Formule 1, pour la saison 1996. Dès sa première course sur le Nürburgring, il termine sixième et décroche son premier point dans la discipline. Le reste de la saison se révèle plus compliqué pour le Français qui termine cependant quatrième à Magny-Cours, puis sur le Hockenheimring. Il se classe finalement huitième du championnat avec sept points. Pour la saison 1997, il rejoint Super Nova Racing toujours dans la même discipline, et est même pressenti pour devenir le futur pilote de réserve de Prost Grand Prix en Formule 1, du fait des liens très forts entre Roger Zannier et Alain Prost, amis d'enfance, et entre Prost GP et Total, l'un de ses partenaires, fournisseurs en carburant de l'équipe française. Toutefois, cette saison est assez compliquée pour le Français, qui, malgré un podium sur le A1-Ring,, ne termine que neuvième du championnat, quand son coéquipier Ricardo Zonta est sacré champion. Si Laurent Redon s'avérait assez satisfait de sa première saison dans la discipline en 1996, il reste déçu de cette deuxième campagne.

### Pilote d'essais en Formule 1 pour Minardi et Benetton (1998-1999)
Un temps pressenti pour rejoindre Prost Grand Prix en tant que pilote d'essais, Laurent Redon participe aux essais d'après-saison en décembre 1997 pour la modeste Scuderia Minardi, unique écurie à ne pas avoir marqué de points de la saison : il signe le meilleur temps de l'équipe, devant le titulaire Tarso Marques et Esteban Tuero. Disposant d'un budget plus important, ce dernier est titularisé pour la saison 1998, quand Redon doit se contenter du poste de pilote de réserve et pilote d'essais, proposé par Giancarlo Minardi pour la somme de 2,5 millions de francs,. Laurent Redon décrit ce rôle quelques années plus tard : « Le rôle de troisième pilote est, de par certains aspects, très ingrat, mais aussi très intéressant. Mon rôle est de tester et de développer de nouvelles solutions techniques, de nouvelles pièces, cela est très intéressant de participer au développement d’une équipe et votre rôle est prépondérant dans son évolution, car les informations que vous donnez vont permettre de confirmer ces nouvelles améliorations, ou au contraire de les abandonner. Mais lorsque vous êtes en charge de tester de nouvelles évolutions, les pilotes titulaires se concentrent sur le set-up dans des situations de courses ou de qualifications et vous ne vous trouvez que très rarement dans une situation identique, ce qui rend la chose aussi très frustrante. Mes relations avec les pilotes titulaires ont toujours été très bonnes dans la mesure où chacun était conscient du rôle effectué. Et par la suite nous sommes toujours restés en relations. »
Avec la Minardi M198, Redon participe aux essais en cours de saison sur le circuit de Barcelone, pour évaluer le comportement du moteur sous la chaleur, ainsi que la distribution du poids de la monoplace. Bien que la performance ne soit pas spécialement recherchée, le meilleur de ses 68 tours est à une seconde du titulaire Shinji Nakano. Laurent Redon participe également aux essais en juin à Magny-Cours où il boucle une cinquantaine de tours,. À la suite de la blessure du titulaire Esteban Tuero au dernier Grand Prix, Minardi décide de tester trois jeunes pilotes en vue de la saison à venir lors des essais de fin d'année en décembre à Barcelone : Marc Gené, Donny Crevels et Laurent Redon,,. Le Français parcourt 64 tours, soit plus que les deux autres pilotes réunis, mais son meilleur temps de 1 min 27 s 408 est trois dixièmes de seconde plus lent que celui de Gené, et deux secondes plus rapide que celui de Crevels.

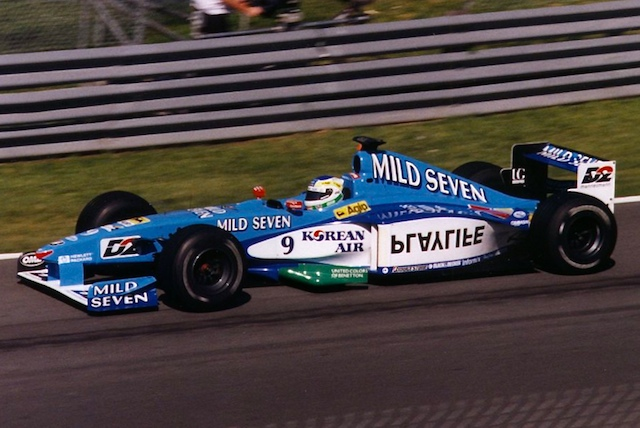
Laurent Redon est pilote d'essais de Benetton pour la saison 1999 (ici, la Benetton B199 pilotée par le titulaire Giancarlo Fisichella).

En 1999, Laurent Redon rejoint Benetton, écurie du milieu de tableau capable de jouer les podiums, en tant que pilote de réserve et pilote d'essais, derrière les titulaires Giancarlo Fisichella et Alexander Wurz,. Cette arrivée a notamment été facilitée par la présence de son sponsor Kickers chez l'écurie italienne depuis quelques années déjà. Le chef des opérations Joan Villadelprat qualifie le Français de « pilote extrêmement talentueux et que son expérience précédente en tant que pilote d'essais de Formule 1 [chez Minardi] fait qu'il sera un véritable atout pour les programmes de développement de la voiture ». Laurent Redon déclare « avoir renoncé à courir en CART aux États-Unis » pour saisir cette occasion dans l'équipe italienne. Il prend pour la première fois le volant de la Benetton B199, en roulant trois jours lors des essais collectifs sur le circuit de Jerez : avec des problèmes mécaniques lors du dernier jour, il signe son meilleur tour dans ces essais en 1 min 27 s 270, quand le titulaire Wurz tourne en 1 min 24 s 627. En juin, il participe seulement à la première journée des essais sur le circuit de Magny-Cours et son meilleur chrono est à presque trois secondes de celui de Wurz, qui a fait une simulation de tour de qualification avec peu d'essence, au contraire de Redon. Laurent Redon précise son rôle et ses performances dans ces essais : « Le plus frustrant pour un pilote d'essais, c'est qu'on ne lui demande pas de faire des temps, mais plutôt de rouler avec beaucoup d'essence à bord et des pneus qui ne sont pas souvent les plus tendres, ce qui ne permet pas d'approcher les performances des pilotes titulaires. »
En août 1999, Benetton décide de prolonger les contrats des titulaires Fisichella et Wurz, laissant à nouveau Redon sur la touche. Au terme d'une année compliquée pour l'équipe italienne, Benetton annonce ne pas participer aux essais de fin de saison. Alors que le contrat stipulait que Laurent Redon devait courir 4 000 kilomètres cette saison, il n'en a finalement couru que 1 600. Durant la saison 1999, des rumeurs font état d'une tentative de rachat de l'équipe italienne par le sponsor principal de Redon. Benetton et Zannier sont en effet liés depuis quelques années : en 1995, Flavio Briatore, le directeur de Benetton a racheté Kickers au groupe Zannier, alors en difficulté financière, avant de la revendre un peu plus tard au même groupe Zannier. Finalement, le rachat n'aura pas lieu : c'est le constructeur français Renault qui reprend l'équipe en mars 2000,. Un peu avant ce rachat, en janvier, Benetton confirme qu'elle remplace Redon par le Japonais Hidetoshi Mitsusada au poste de pilote d'essais.
A posteriori, en 2002, Laurent Redon regrette l'inexistence de structures professionnelles comme anciennement la Filière Elf soutenue par le pétrolier Elf Aquitaine, ne permettant pas aux jeunes pilotes français d'accéder à la Formule 1 par manque de soutien financier. Il critique également la Fédération française du sport automobile (FFSA) qui est selon lui : « une fédération trop faible ou vouée à d’autres disciplines. Je me réjouis de voir de jeunes talents éclore sur la scène internationale du rallye via des constructeurs français (Sébastien Loeb avec Citroën par exemple) mais je déplore qu'il n'en soit pas de même pour le circuit, sachant que ces mêmes constructeurs sont impliqués au plus haut échelon de la course et qu’ils bénéficient de l'aval de la Fédération pour organiser des championnats sous leur marque. Je ne pense pas que l’on peut incriminer les constructeurs qui eux doivent prendre des impératifs pour justifier les budgets investis dans la course mais je pense qu’il vaut mieux incriminer une Fédération qui possède les armes pour intéresser les constructeurs à miser sur un jeune pilote français. Je pense que l'on juge une Fédération par rapport à ses représentants dans le plus au niveau de la discipline, si cela est le cas, avec un seul pilote français en F1 en 2002 (Olivier Panis), que peut-on penser de la FFSA ? » Il salue également l'arrivée des jeunes pilotes comme Jenson Button et Kimi Räikkönen, qui apportent « du sang neuf nécessaire à la Formule 1 », un sport qui demande « vivacité et spontanéité ».

### Succès en endurance (1999-2001)

#### Première victoire en endurance avec Ferrari

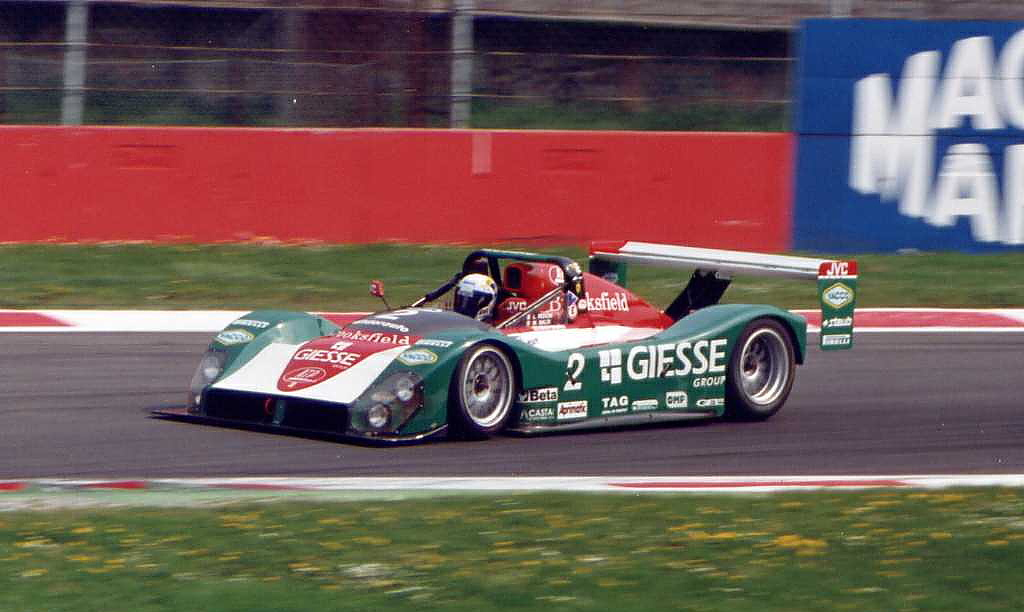
Laurent Redon sur la Ferrari 333 SP du JB Team Giesse aux 500 kilomètres de Monza, pour la Sports Racing World Cup en 1999.

En 1999, Laurent Redon s'engage avec le JB Team Giesse dans la Sports Racing World Cup, championnat de sport-prototypes, partageant une Ferrari 333 SP avec l'Italien Mauro Baldi. Lors de l'ouverture de la saison, au Trophée ISRS de Barcelone, l'équipe française montre sa supériorité sur le reste du plateau avec les deux voitures du JB Team Giesse occupant la première ligne : celle de Emmanuel Collard et Vincenzo Sospiri en tête, devant celle de Baldi et Redon. La course est largement dominée par les Ferrari, occupant les six premières places du classement, Laurent Redon terminant troisième pour sa première course d'endurance, à un tour des vainqueurs Collard et Sospiri,.
Lors de la deuxième manche aux 500 kilomètres de Monza, c'est la Lola B98/10 de Jean-Marc Gounon et Éric Bernard qui signe la pole position, devant six Ferrari, celle de Redon se qualifiant au sixième rang, quand celle de ses coéquipiers Collard et Sospiri sont deuxièmes. Le JB Team Giesse reprend l'avantage en course, Laurent Redon et Mauro Baldi s'adjugeant la deuxième place de l'épreuve, avec 1 min 9 s 813 de retard sur l'autre Ferrari préparée par l'équipe française,. 
Lors des 500 kilomètres de Spa, s'élançant de la troisième position derrière la Lola et la Ferrari de Collard et Sospiri, Laurent Redon et Mauro Baldi sont au cœur d'une bataille à quatre avec leurs coéquipiers, la Lola-Judd en pole, et la Ferrari de la BMS Scuderia Italia pendant le début de la course. La Lola est écartée à une heure de la fin après une défaillance d'un moyeu de roue, laissant les deux Ferrari du JB Team Giesse à la lutte pour la victoire. Cependant, une pénalité de stop-and-go est donnée à la Ferrari de Sospiri, pour avoir effectué une précédente pénalité sous régime de voiture de sécurité. Cette décision offre à Laurent Redon et Mauro Baldi leur première victoire de la saison, avec quatre secondes d'avance sur leurs coéquipiers,. 
Avec le JB Team Giesse, Ferrari n'engage qu'une seule voiture aux 24 Heures du Mans, pilotée par Baldi, Jérôme Policand et Christian Pescatori, qui abandonne sur problème moteur au 71e tour. De retour en championnat, Mauro Baldi et Laurent Redon terminent troisièmes aux 2 Heures 30 Minutes de Pergusa. Au RAC Tourist Trophy, Redon est qualifié seulement septième, après une séance dominée par les deux Lola. En course, les Ferrari ne parviennent pas à lutter contre la domination du constructeur britannique, mais réussissent à sauver une troisième place pour Collard et Sospiri, et une quatrième place pour Redon et Baldi, permettant à l'équipe franco-italienne de garder largement la tête du championnat. Aux 2 Heures 30 Minutes de Brno, Laurent Redon prend le départ en quatrième position. Au premier tour, la Ferrari de Christian Pescatori part en tête-à-queue : Laurent Redon arrive lancé et ne peut pas éviter la voiture en perdition de l'Italien. Il le percute, et perd à son tour le contrôle de sa Ferrari, qui rebondit, forçant le Français à l'abandon. Le châssis no 022 de la Ferrari 333 SP de Redon, trop endommagé lors de cet accident, n'est plus jamais réutilisé par la suite. Il s'agit également de la dernière apparition en compétition de la saison pour Laurent Redon : inscrit sur la liste d'entrée pour la manche suivante au Nürburgring, il déclare finalement forfait, et n'est pas inscrit sur la course suivante de Magny-Cours.

#### Victoires internationales et premières 24 Heures du Mans avec Pescarolo

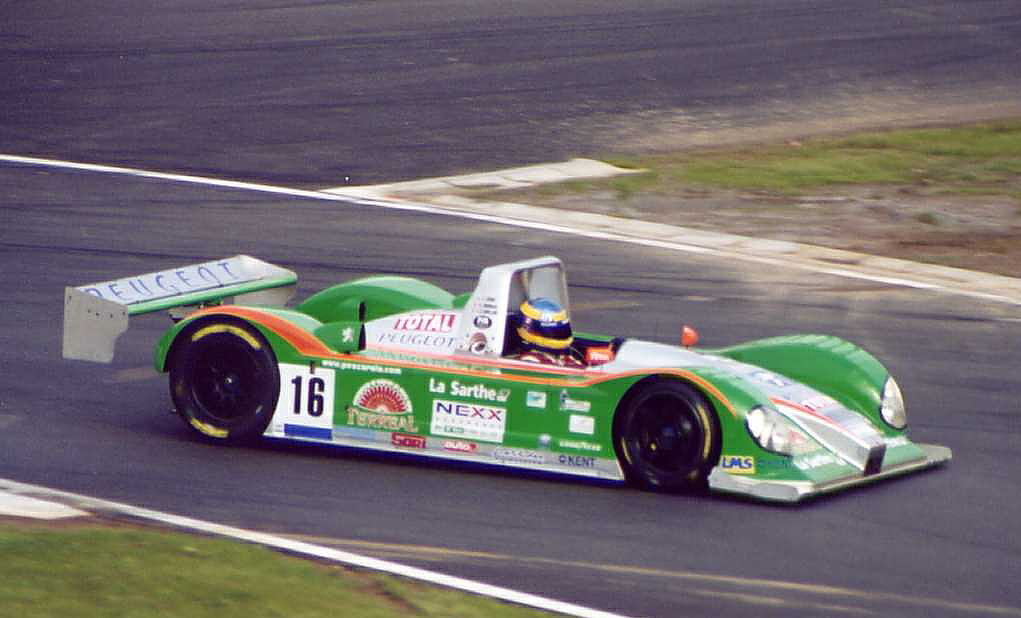
Laurent Redon sur la Courage C60 de Pescarolo Sport aux 1 000 kilomètres de Monza, pour le FIA Sportscar Championship en 2001.

Après une année d'absence en compétition automobile, Laurent Redon rejoint Pescarolo Sport, la nouvelle écurie fondée par Henri Pescarolo, pour la saison 2001, formant un équipage avec Jean-Christophe Boullion et Sébastien Bourdais pour les 24 Heures du Mans à venir. Aux 12 Heures de Sebring, Boullion, Bourdais et Redon se qualifient huitièmes, derrière quatre Audi R8, une Lola, une Panoz et une Riley & Scott. Ils sont forcés à l'abandon à mi-course après un incendie dans le moteur Peugeot de la Courage C60. Aux qualifications des 2 Heures 45 Minutes de Donington, la Courage de Redon et Boullion signe le cinquième temps derrière trois Audi et une Chrysler, devant les Panoz, mais encore à plus de deux secondes de la pole position de l'Audi de Tom Kristensen. En course, la Courage se montre très fiable au contraire de la Chrysler, et Laurent Redon termine quatrième de cette épreuve, derrière les trois Audi intouchables, mais devant tous les autres constructeurs privés. Alors que les deux courses précédentes s'effectuaient dans le cadre des American Le Mans Series et des European Le Mans Series, les 1 000 kilomètres de Monza se déroulent dans le Championnat FIA des voitures de sport, sans les Audi. En qualifications, Sébastien Bourdais se montre plus rapide que Redon et Boullion, manquant la pole position pour un dixième de seconde face à la Reynard de Guy Smith, et doit finalement se contenter d'une deuxième place sur la grille de départ. La Courage C60 de Pescarolo prend rapidement la tête de la course grâce à Bourdais, et semble s'envoler vers la victoire après des relais solides des trois pilotes. Cependant, une défaillance de la pompe à huile en fin de course lors d'un relais de Boullion, force l'équipage de Pescarolo à abandonner. 
Pour les 24 Heures du Mans, l'équipage composé de Redon, Boullion et Bourdais termine neuvième de la « Journée Test » (ou essais préliminaires), journée organisée un peu plus d'un mois avant la course. Les moyens financiers de l'équipe mancelle Pescarolo Sport sont bien inférieurs à ceux des grands constructeurs internationaux : en effet, le budget de cette écurie indépendante tourne autour de 2 millions d'euros, contre 30 à 60 millions d'euros pour Audi Sport ou Team Bentley. Partie 13e, la Courage C60 occupe le cinquième rang pendant la grande majorité de la course. À la tombée de la nuit, sous la pluie, Laurent Redon effectue un tête-à-queue, puis une sortie de piste à la chicane Dunlop, redémarrant sa voiture sans phares avec l'aide des commissaires. À moins de trois heures de la fin, la Courage C60 rencontre ses premiers problèmes moteurs alors qu'elle lutte pour la quatrième place. À deux heures de la fin, Henri Pescarolo confirme que la voiture a un dysfonctionnement au niveau d'un piston du moteur Peugeot, immobilisant la voiture aux stands. À cause de cet incident, Laurent Redon et ses deux équipiers ne terminent la course qu'au treizième rang final.
Aux 1 000 kilomètres d'Estoril comptant pour les European Le Mans Series, Redon est aligné par Pescarolo Sport avec Jean-Christophe Boullion, mais fait également équipe pour la première fois avec Boris Derichebourg. La liste des engagés de cette épreuve ne montre la présence que de trois sport-prototypes, voitures les plus rapides en endurance, un nombre très faible par rapport aux autres épreuves de l'année. Sans surprise, l'unique Audi R8 engagée par Stefan Johansson, pilotée par ce dernier, Patrick Lemarié et Tom Coronel, décroche la pole position, avec trois secondes d'avances sur la Courage de Redon. Alors que leur voiture évolue en deuxième position avec Derichebourg au volant, ce dernier se retrouve juste derrière l'Audi R8 de tête pilotée par Coronel. Alors que les deux voitures tentent de se dédoubler de deux retardataires, l'Audi et la Courage se percutent : si la Courage continue et franchit la ligne d'arrivée en vainqueur, Coronel perd le contrôle de son Audi qui part en tête-à-queue vers le mur, blessant plusieurs commissaires de piste. Jugé coupable de l'accident, la Courage de Redon, Boullion et Derichebourg est disqualifiée et perd sa victoire, mais le directeur de l'équipe Henri Pescarolo décide de faire appel de cette décision. 
Toujours en attente du résultat de cet appel, deux semaines plus tard, aux 2 Heures 30 Minutes de Magny-Cours, pour le championnat du monde FIA des voitures de sport, Pescarolo aligne uniquement un duo constitué de Laurent Redon et Jean-Christophe Boullion. En qualifications, la Courage C60 à moteur Peugeot turbo est dominée par deux Dome S101, une Ferrari 333 SP et une Lola B98, avantagées par leur moteur atmosphérique. Cependant, le lendemain en course, la voiture de Redon se révèle beaucoup plus efficace en course, économisant plus de carburant que ses concurrentes : effectuant moins d'arrêts en course, Pescarolo Sport remporte la première victoire de son histoire, avec Laurent Redon notamment à son volant. Le lendemain de cette première victoire, la Fédération du sport automobile portugais décide de reclasser Pescarolo pour la course d'Estoril, disputée deux semaines précédemment, permettant à l'équipe mancelle de remporter sa deuxième victoire en deux jours. Il s'agit finalement de la dernière course en endurance pour Laurent Redon, qui part pour les États-Unis début août 2001 ; originellement inscrit sur la liste d'entrée des 2 Heures et 30 Minutes du Nürburgring en septembre, il n'y participe pas et est remplacé par Derichebourg.

### Retour en monoplace et débutant de l'année en Indy Racing League (2001-2002)

#### Arrivée en Indy Racing League et premier podium
En 2000, Laurent Redon participe à quelques essais sur des CART pour Della Penna Motorsports et Dale Coyne Racing,. Le 1er août 2001, quelques jours après sa victoire en endurance à Magny-Cours, il pilote pour la première fois sur un ovale une Lola T97/20, monoplace d'Indy Lights, antichambre du CART,. Fin août, Laurent Redon, supervisé par le directeur technique de l'Indy Racing League, Mark Bridges, effectue son Rookie Test (test des débutants en français), essais nécessaires pour participer à des courses du championnat de monoplaces nord-américain,. Il pilote une Dallara, conçue par l'ingénieur Darrell Soppe et engagée par Conquest Racing, équipe dirigée par l'ancien pilote Éric Bachelart. Par ailleurs, Laurent Redon avait été le premier pilote approché par Éric Bachelart lors de la fondation de son équipe en 1997 pour participer au championnat Indy Lights, avant de se rabattre sur son compatriote Christophe Tinseau,. Laurent Redon roule pendant 200 tours sur le Chicagoland Speedway et déclare : « Je pense que nous avons une bonne voiture. Éric [Bachelart] a recruté un bon ingénieur. La voiture était fantastique. Je n'ai eu aucun problème. Il n'y avait pas le moindre problème de sous-virage pendant toute la journée. » À l'issue de ce test, Conquest Racing, écurie déjà renommée en Indy Lights, décide de s'engager pour les deux dernières courses de la saison 2001 d'Indy Racing League avec Laurent Redon sur une Dallara motorisée par Oldsmobile et équipée de pneumatiques Firestone, avec pour partenaires principaux Mi-Jack et Hype Energy Drinks,. Ces deux courses servent de préparation pour un engagement à plein temps pour la saison 2002 d'Indy Racing League. 

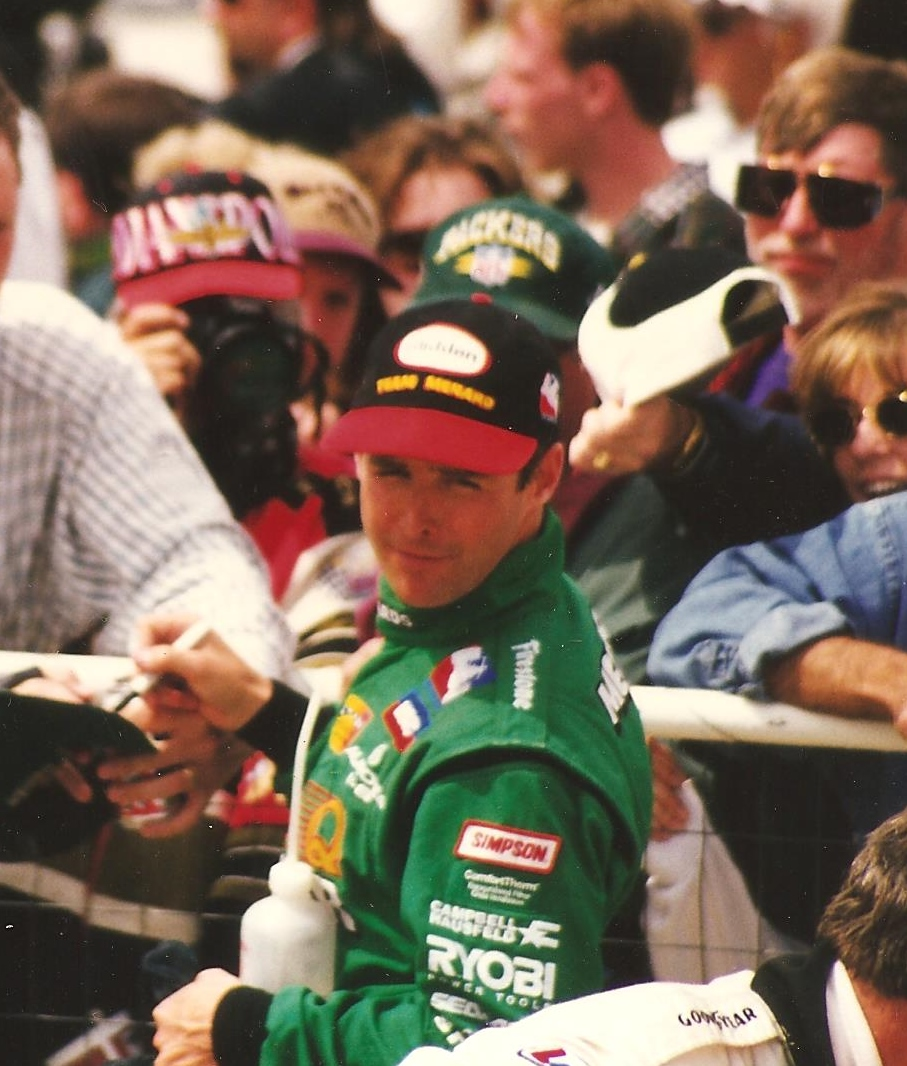
Robbie Buhl, présent en Indy Racing League depuis 1996, est l'un des quatre pilotes avec Laurent Redon à être propulsé par un moteur Infiniti en début de saison.

Pour sa première qualification sur le Chicagoland Speedway, il obtient la treizième place sur la grille, sur les vingt-cinq pilotes présents, et regrette même n'avoir pas pu faire un meilleur temps à cause d'un ennui électronique lui indiquant à tort qu'il avait une défaillance du moteur. En course, le lendemain, Laurent Redon impressionne en terminant septième de sa première course sur ovale, devant notamment Al Unser Jr.. Lors de la dernière course de la saison, sur le Texas Motor Speedway, Laurent Redon se classe onzième de l'épreuve, après avoir abandonné sur un problème de son moteur Oldsmobile, tout comme Robby McGehee et Anthony Lazzaro. À la suite de ces deux courses très prometteuses, Éric Bachelart confirme Laurent Redon pour les quinze manches de la saison 2002 d'IRL, au volant d'une Dallara propulsée par un moteur Infiniti, dont le directeur du programme en IRL est le très renommé Bernard Dudot. Les moteurs Infiniti restent minoritaires par rapport à Chevrolet (anciennement Oldsmobile), et équipent notamment les expérimentés Eddie Cheever Jr. et Robbie Buhl. De plus, en février, Conquest Racing annonce prolonger le contrat de sponsoring avec Mi-Jack, assurant l'avenir financier de l'équipe pour la saison à venir. L'un des objectifs assumés de Redon est le titre de Rookie of the Year (meilleur débutant), malgré le fait que son équipe Conquest dispose du plus petit budget des équipes du championnat.
La particularité du championnat IRL est de se disputer exclusivement sur ovale, alors que Laurent Redon n'a jamais piloté sur ce type de circuits au cours de sa carrière. Il explique en conférence de presse : « Tout est vraiment différent. Quand je suis arrivé, j'ai cru que je pouvais utiliser mon expérience des circuits routiers, mais la première fois j'ai vraiment… rien n'était pareil. Donc j'ai vraiment dû tout apprendre, commencer de zéro. Sur un circuit routier, on doit pousser tout le temps. Les ovales sont assez différents. On doit anticiper bien plus. Il faut vraiment être progressif avec la voiture, et il ne faut pas se battre avec la voiture. […] J'essaie d'apprendre au maximum et d'être le plus prêt pour la saison à venir. » Ancien pilote d'essais de Formule 1, le Français explique que l'IRL est très physique dans un autre sens : « Piloter une F1 est vraiment physique. Il faut être prêt physiquement pour ça, mais en IRL, il n'y a pas besoin de bras très forts ou être un athlète incroyable. Ce qui est compliqué en IRL est de se concentrer durant toute la course, car tous ces tours à vitesse maximale sont très épuisants. Après la course, je n'arrive pas à marcher, je dois rester quinze minutes, assis, à récupérer un peu. Vraiment, le plus compliqué est de rester concentré à fond durant toute la course et de ne pas avoir de temps faible. » Dans une autre interview à propos de ses objectifs de carrière et d'un éventuel retour un jour en Formule 1, le Français déclare : « Mon objectif n’est plus de faire de la F1, j’ai beaucoup donné dans le passé pour elle, j’ai fait beaucoup de sacrifices que je ne suis plus prêt à faire, cela est très clair pour moi. Même si je suis convaincu que ce sont les voitures les plus cools à conduire, c’est aussi un milieu que je suis heureux d’avoir quitté. »
Lors de la première manche de la saison, sur le Homestead-Miami Speedway, pour sa première qualification, Laurent Redon signe le neuvième meilleur temps. Se battant dans les sept premières positions pendant une grande partie de la course, le pilote du Conquest Racing est poussé par un concurrent et perd le contrôle de sa voiture ; il parvient cependant à repartir avec une voiture réparée pour terminer quinzième de l'épreuve à huit tours du vainqueur,. Au Grand Prix de Phoenix, en essais libres, Laurent Redon préfère se concentrer sur les réglages de sa voiture pour la course, et ne passe que dix minutes à perfectionner son set-up de qualifications ; à cause d'un problème mécanique, il ne participe qu'à la séance du matin, et manque toute celle de l'après-midi. Laurent Redon se qualifie douzième, et troisième sur les quatre voitures propulsées par Infiniti, derrière Tomas Scheckter et Robbie Buhl mais devant Eddie Cheever Jr.. En course, le moteur du pilote français casse, tout comme ceux de Buhl et Scheckter, les trois pilotes devant mettre fin à leur course prématurément. 
Sur le California Speedway, Laurent Redon réalise sa meilleure qualification jusqu'ici en signant le sixième temps, tout en se montrant ravi de la performance de sa voiture et de son moteur. Le Français gagne même une place sur la grille de départ, à la suite du forfait de Robbie Buhl, accidenté en qualifications. Le motoriste de Redon, Infiniti, décroche sa première pole position en tant que motoriste avec Eddie Cheever Jr.. En course, alors que le moteur Infiniti de Cheever casse encore alors qu'il se bat pour la tête, Laurent Redon signe son premier podium en Indy Racing League,. Laurent Redon, après avoir disparu des avants-postes à mi-course, parvient à remonter le classement dans les derniers tours, pour passer les Penske des prétendants pour le titre Hélio Castroneves et Gil de Ferran, puis leur résister jusqu'à l'arrivée pour décrocher son premier podium, en troisième position. Bernard Dudot, directeur d'Infiniti, dit de cette performance : « Nous sommes ravis de cette troisième place de Laurent Redon. C'est une véritable performance pour un débutant, et pour une nouvelle équipe comme Mi-Jack/Conquest Racing. […] Mais nous avons encore beaucoup de travail à faire pour être prêt pour Indianapolis [la course la plus importante de la saison dans deux mois]. » À Nazareth, Laurent Redon percute le mur du virage no 4 en essais, et manque toute la deuxième journée d'essais libres. Cependant, il parvient à se classer septième des qualifications, partagé entre le sentiment d'être capable d'obtenir plus de vitesse de la voiture, mais aussi une volonté de prudence pour éviter un accident grave, à un mois d'Indianapolis. En course, Laurent Redon termine à quatre tours du vainqueur, en quinzième position, pour la dernière épreuve avant les 500 miles d'Indianapolis.

#### Participation en tant querookieaux 500 miles d'Indianapolis

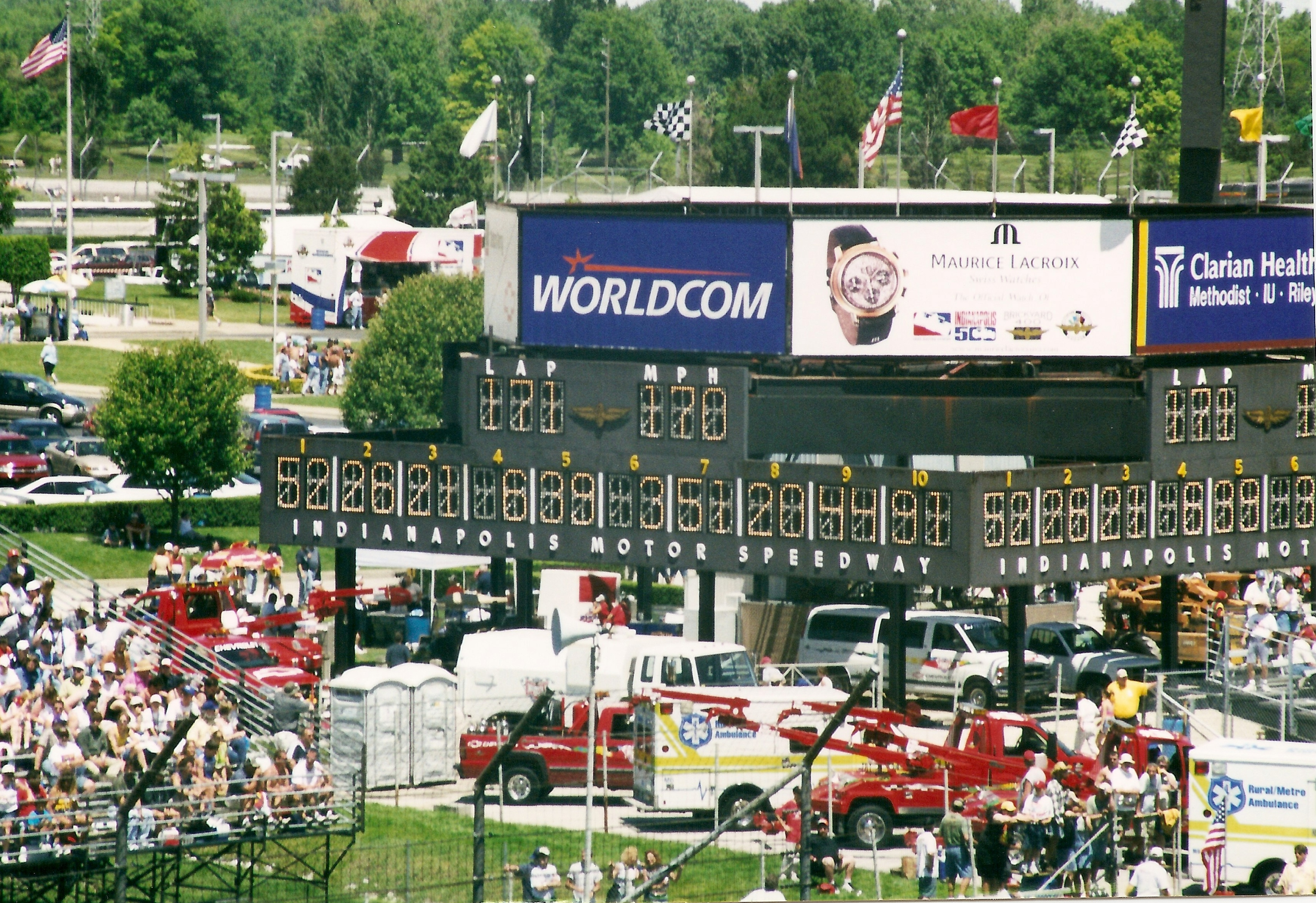
Paddock de course aux 500 miles d'Indianapolis 2002.

Pour ses premiers 500 miles d'Indianapolis, Laurent Redon doit effectuer le « Rookie Orientation Program » (ROP, programme d'orientation des débutants en français) comme tous les autres pilotes néophytes de cette épreuve ; cependant, toute la première journée du ROP est compromise à cause de la pluie, et le Français ne sort pas en piste une seule fois. Le lendemain, les débutants doivent effectuer le programme de deux journées en une demi-journée : dix tours consécutifs entre 200 et 205 miles par heure (mph), puis entre 205 et 210 mph, entre 210 et 215 mph, et enfin dix tours consécutifs au-dessus de 215 mph. « Impressionné par le circuit », Laurent Redon regrette les problèmes moteurs durant ce test, mais se montre ravi de l'expérience qu'il y a acquise. Lors des nombreuses journées d'essais précédant les qualifications, Laurent Redon se distingue notamment lors de la troisième journée d'essais en réalisant le meilleur tour, à une vitesse de 229,808 mph (soit plus de 368 km/h) : il s'agit du meilleur tour du circuit depuis 1997 et un changement de réglementation des voitures,. Le Français temporise en expliquant que lui et son équipe sont avant tout là pour apprendre : « Nous sommes débutants ici, c'est la première fois que l'équipe [Conquest Racing] roule ici. C'est une première fois pour moi, une première fois pour mon ingénieur de piste [Craig Perkins], donc nous apprenons beaucoup à chaque tout. Nous ne sommes pas habitués à une telle vitesse, donc nous engrangeons le plus de données, nous allons travailler sur ça pour réaliser les meilleures qualifications possibles samedi. Il y a tellement de bons pilotes et de bonnes équipes expérimentées ici, donc nous devons faire profil bas. » Il félicite son ingénieur Perkins pour les bons changements opérés sur la voiture en fonction de l'évolution de la piste. Ce temps réalisé mardi est battu par la suite lors de la dernière journée d'essais dédiée à la vitesse pure, communément appelée le « Fast Friday ».

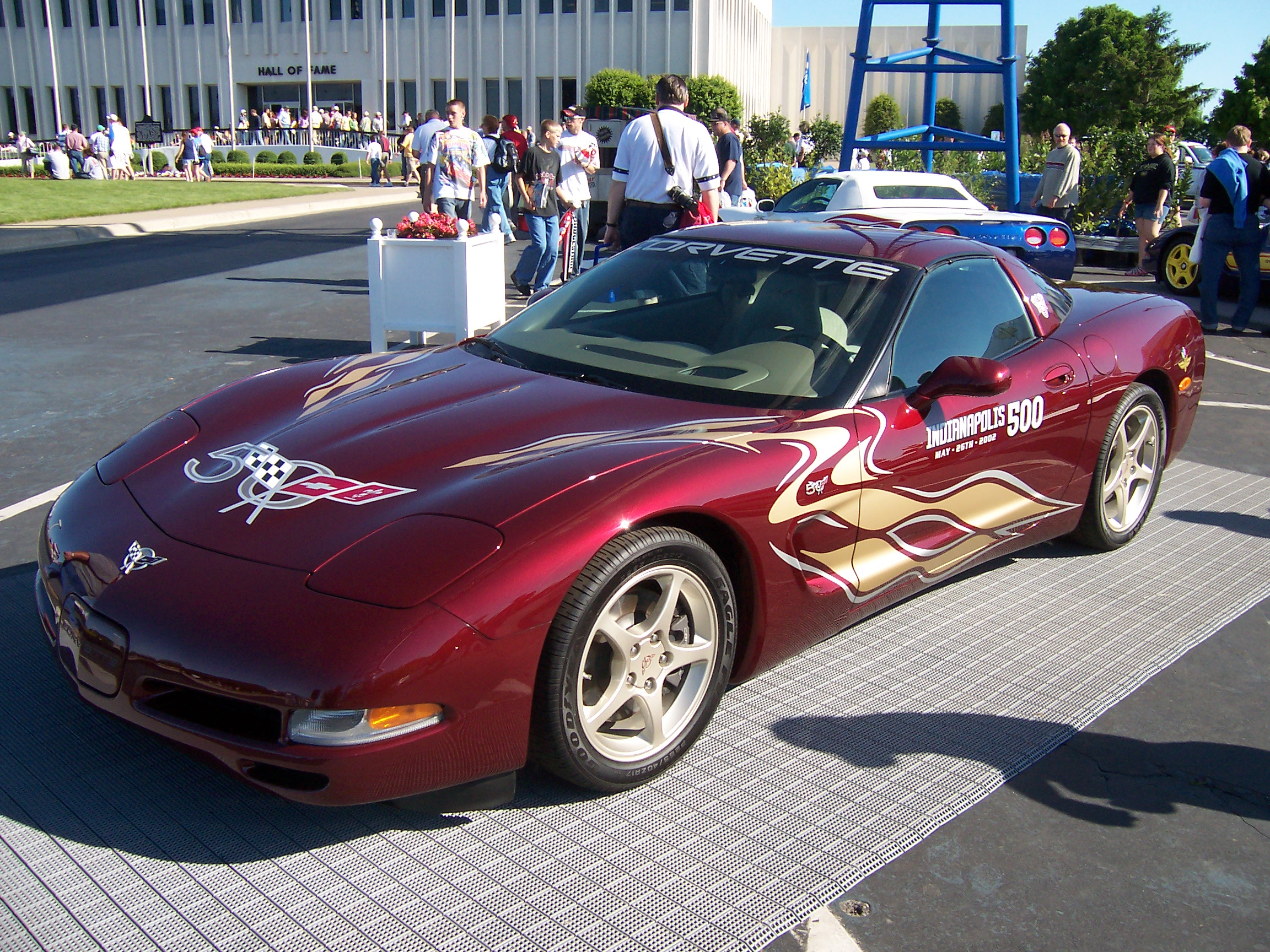
L'accident de Laurent Redon avec Buddy Lazier dans l'avant-dernier tour des 500 miles d'Indianapolis permet la cinquième et dernière intervention de la voiture de sécurité de l'épreuve.

En qualifications, le samedi, lors du « Pole Day », Laurent Redon parvient à se qualifier pour la course en signant le 16e meilleur temps, avec une moyenne de vitesse de 228,106 mph, et s'élance donc de la sixième ligne pour la course disputée deux semaines plus tard,. Il est le troisième meilleur débutant sur la grille de départ derrière Tony Kanaan, cinquième, et Tomas Scheckter, dixième. Dans une course déjà émaillée par quatre interventions de la voiture de sécurité, Laurent Redon évolue à deux tours des meneurs de la course alors qu'il ne reste plus que deux boucles sur les deux cents de l'épreuve. Au deuxième virage du tour 199, Laurent Redon et Buddy Lazier, ancien vainqueur de l'épreuve en 1996 et encore dans le même tour que les leaders, se percutent, forçant les deux pilotes à l'abandon et obligeant les commissaires à sortir pour la cinquième fois le drapeau jaune et la voiture de sécurité,. Au troisième virage, un peu devant eux, le leader de la course Hélio Castroneves se fait dépasser par Paul Tracy pour la victoire au moment où le drapeau jaune est agité, interdisant tout dépassement,. Les organisateurs de l'épreuve jugent que ce dépassement pour la tête de la course a été réalisé après le drapeau jaune et qu'il n'est donc pas valable, offrant la victoire à Castroneves alors que Tracy franchit la ligne d'arrivée en tête, créant une polémique avec de nombreuses protestations de l'équipe de Tracy qui sont classées sans suite,. À la suite de son accident, Laurent Redon est transporté par ambulance et est admis à l'hôpital Methodist à cause d'un léger traumatisme crânien et d'une blessure au genou, mais en ressort le lendemain avec l'autorisation des docteurs, tandis que Buddy Lazier a une simple contusion au genou,. Les nouvelles barrières Steel And Foam Energy Reduction (SAFER), mises en place un mois auparavant sur ce circuit, auraient permis de réduire la violence de l'impact entre Laurent Redon et le mur de 50% selon les ingénieurs de Conquest Racing.

#### Fin de saison et débutant de l'année
Deux semaines plus tard, sur le Texas Motor Speedway, Laurent Redon, autorisé à rouler après son accident à Indianapolis, se montre à l'aise lors des essais qualificatifs en signant le quatrième meilleur temps. Englué dans le trafic en début de course, il procède à quelques ajustements sur sa voiture lors des arrêts aux stands pour rendre sa voiture « parfaite ». Cependant, en fin de course il doit abandonner à cause d'un problème mécanique, au grand dam du Français qui déclare : « Nous avions l'une des voitures les plus rapides, et nous aurions pu gagner la course. […] Tout ce que nous avions à faire était de finir la course, et personne n'aurait pu nous concurrencer puisque nous avions une si bonne voiture. » Le 14 juin, le motoriste Infiniti annonce quitter l'Indy Racing League pour se concentrer sur les Infiniti Pro Series, laissant l'écurie de Laurent Redon sans motoriste pour la saison prochaine. Le pilote français regrette ce départ, car la coopération entre l'équipe et Infiniti était très bonne, et qu'il faut accepter cette décision et trouver un nouveau motoriste au plus vite pour la saison prochaine. Sur le Pikes Peak International Raceway, Laurent Redon ne se déclare pas gêné par l'altitude car il a « passé toute son enfance dans les montagnes ». Néanmoins, sa voiture semble légèrement plus en difficulté, le Français regrettant un certain manque de vitesse, mais se classant tout de même neuvième des qualifications. En course, Laurent Redon se montre satisfait de ses réglages quand la piste est encore chaude et ensoleillée, mais se montre en difficulté avec des problèmes de sous-virage en fin de course avec la baisse des températures et l'arrivée des nuages. Il termine néanmoins septième de la course, ce qui reste son deuxième meilleur résultat de la saison.

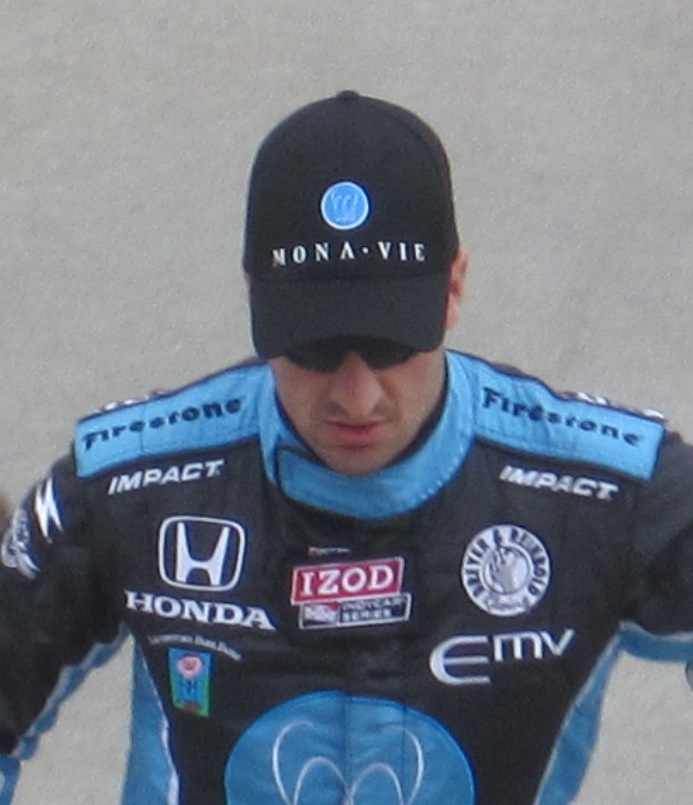
Tomas Scheckter est le rival le plus important de Laurent Redon pour le titre de débutant de l'année.

Sur le short-track du Richmond International Raceway, les pilotes d'IRL roulent de nuit pour la première fois de la saison. Laurent Redon égale son meilleur résultat en qualifications avec un quatrième meilleur chrono. Derrière Gil de Ferran pendant le début de course, Laurent Redon parvient à profiter d'un contact du Brésilien avec un retardataire pour prendre pour la première fois de sa carrière, la tête d'une course d'IRL. Laurent Redon et Greg Ray s'échangent ensuite à plusieurs reprises la première place, à la faveur de stratégies différentes. Cependant, au 182e tour sur 250, Laurent Redon et Eddie Cheever Jr. s'accrochent, blessant le pilote français souffrant de quelques fractures mineures sur ses phalanges. Ainsi, à mi-saison, Laurent Redon pointe virtuellement en tête du classement des débutants, en lice pour le Bombardier Rookie of the Year Award, au terme d'un début de saison qualifié par les médias spécialisés, d'« impressionnant » pour lui et son équipe, elle aussi débutante dans la compétition. Sur le Kansas Speedway, Laurent Redon réalise le meilleur temps des essais libres, aidé selon lui par une très bonne aspiration de la voiture devant lui,. En qualifications, il doit se contenter d'une quatrième place, tandis que son principal rival pour le titre de débutant de l'année, Tomas Scheckter, signe la pole position. Évoluant dans les cinq premières positions pendant toute la première moitié de la course, le pilote français doit néanmoins abandonner après un nouveau problème moteur au 110e tour sur 200.
Sur le Nashville Superspeedway, huitième en essais libres, Laurent Redon ne participe pas aux qualifications, à cause d'une défaillance de sa pompe à essence. Il s'agit du même problème ayant causé son abandon à la course précédente au Kansas. Malgré le travail des mécaniciens qui changent cette pièce, le problème subsiste, et le Français ne peut pas défendre ses chances en qualifications. En course, Laurent Redon boucle seulement deux tiers de la course, toujours handicapé par ce même dysfonctionnement mécanique. Après le weekend le plus compliqué de sa carrière en IRL, Laurent Redon arrive au Michigan International Speedway, où il réalise le douzième puis le septième temps en essais libres,. En qualifications, après avoir dû changer son moteur qui avait explosé lors de la séance d'essais précédente, le Français ne se classe que quatorzième, regrettant tous les problèmes mécaniques qui s'accumulent sur sa voiture depuis les cinq dernières courses. Pour la première fois depuis la manche de Pikes Peak, Laurent Redon termine la course, sans aucun souci mécanique, en onzième position, quand les Red Bull Infiniti des deux débutants Tomas Scheckter et Buddy Rice réalisent le doublé,. Au Kentucky Speedway, le pilote du Conquest Racing se qualifie quinzième. Il doit abandonner dans les derniers tours de la course à la suite d'une roue mal fixée. Laurent Redon tombe en quinzième place du championnat, à quatorze points de Scheckter, son rival pour le titre de débutant de l'année.
La manche sur le Gateway International Raceway commence avant même les premiers essais, avec le forfait de Tomas Scheckter, qui quitte son équipe Red Bull-Cheever, furieux de ne pas avoir été retenu par l'équipe pour participer à des tests quelques jours avant sur ce circuit très exigeant. De son côté, Laurent Redon s'illustre en qualifications, en signant le sixième meilleur temps. Cependant, au virage no 2 du 99e tour sur 200, le Français s'accroche avec le débutant brésilien Vítor Meira, et met un terme à sa course, alors que Meira peut continuer et terminer neuvième. Sur le Chicagoland Speedway où il avait déjà roulé l'an dernier, Laurent Redon se place huitième des essais libres. En qualifications, il réalise la même performance, juste derrière notamment Dan Wheldon qui effectue sa première qualification en IRL. Sa course s'achève dès le quatorzième tour, après un problème de son moteur Infiniti, tout comme Sarah Fisher, Robbie Buhl et Billy Boat plus tard dans la course. Pour la dernière course de la saison sur le Texas Motor Speedway, Laurent Redon se qualifie seulement dix-septième, et explique : « Nous avions le mauvais rapport. La qualification n'est pas si importante pour cette course, donc nous verrons bien. […] Je pense que nous avons la bonne voiture pour la course, mais je ne pense pas que nous avons le bon moteur. » Durant la course, malgré une malchance liée à un drapeau jaune ayant compromis en partie sa stratégie, le Français parvient à remonter pour terminer dixième, et se montre « heureux de terminer cette saison sur une bonne note,. » Neuf fois dans le top 10 et quatre fois dans le top 5 en qualifications durant la saison, Laurent Redon analyse que lui et son écurie ont « manqué de réussite dû à un grand nombre d’abandons sur des problèmes mécaniques. » Dans une équipe inexpérimentée où les ingénieurs et les mécaniciens découvrent totalement l'IRL, Laurent Redon est douzième du championnat, avec 229 points contre 210 pour Tomas Scheckter, absent de la fin de saison, et est nommé « Rookie of the Year » (débutant de l'année), remportant la bourse de 50 000 dollars octroyée au vainqueur de ce prix.

### Reconversion (depuis 2003)

#### Homme d'affaires et dirigeant d'entreprise
En novembre 2002, l'ingénieur de course de Laurent Redon, Craig Perkins meurt à 37 ans dans un accident de la route près d'Austin,. En janvier 2003, l'Indy Racing League devient l'IndyCar Series et une nouvelle réglementation est mise en place, liée à une augmentation des dépenses des équipes ; cela amène Conquest Racing, équipe de milieu de tableau au budget assez restreint au contraire de structures importantes comme Penske Racing ou Andretti Autosport, à quitter la discipline et à rejoindre le CART pour la saison 2003,. Laurent Redon, malgré une saison 2002 très prometteuse où il est sacré débutant de l'année, décide de prendre une décision brutale : alors que sa petite amie est enceinte, le pilote français décide de revenir en France et d'arrêter la compétition automobile définitivement pour se concentrer sur ses responsabilités familiales.

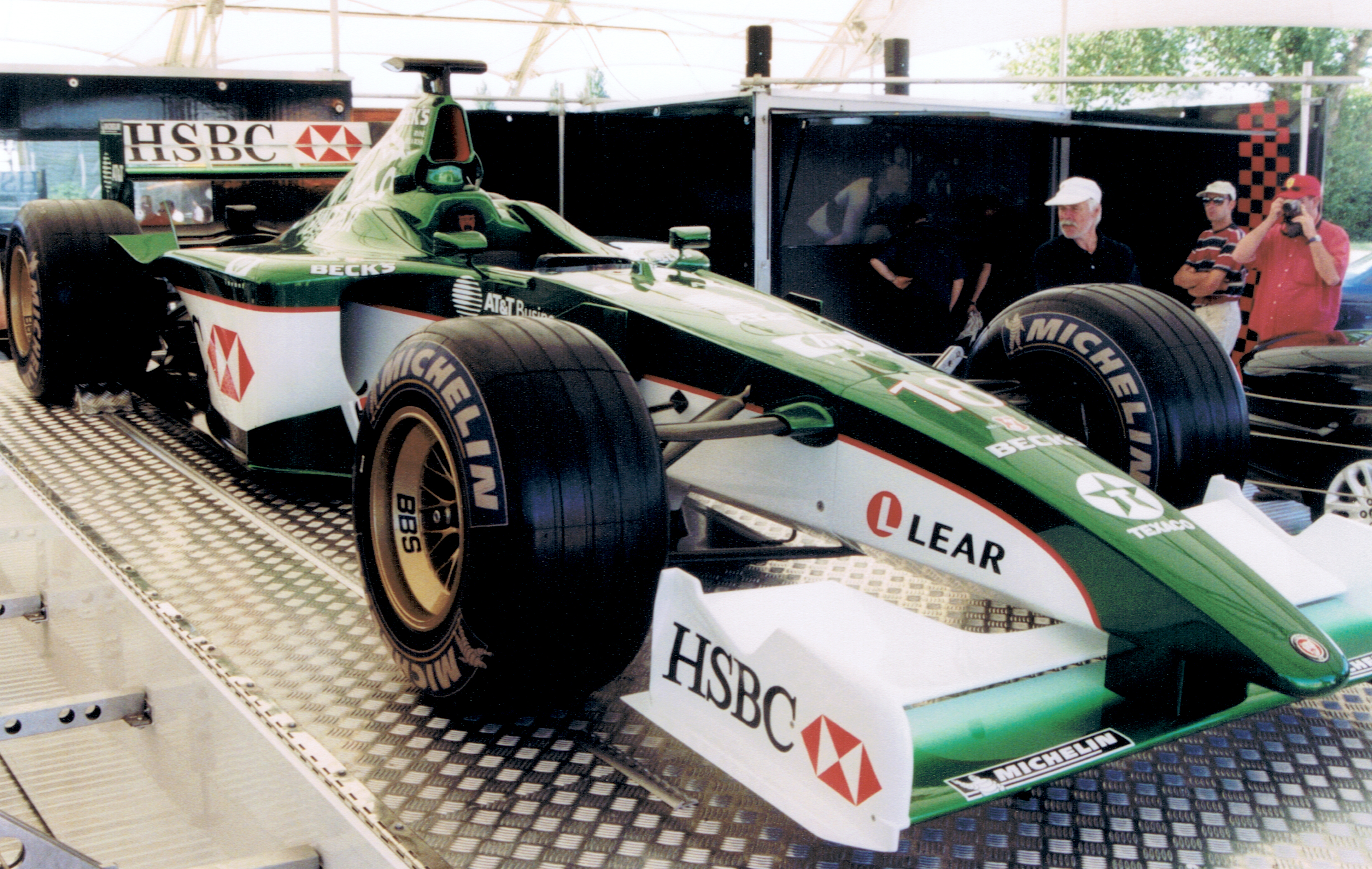
LRS Formula et l'Eau Rouge Club possèdent plusieurs Formule 1 dont une ancienne Jaguar R2 pilotée par Eddie Irvine en 2001.

À son retour en France, Laurent Redon rachète la société F1 Experience (renommée 1 an plus tard LRS Formula) proposant des stages de pilotage dans des voitures de sport (Ferrari, Lamborghini, Porsche), des Formule Renault 2.0 et des Formule 1 monoplaces ou biplaces,. Cette société possède également des Formule 1 triplaces LR3S, basées sur des Larousse LH94 de 1994, dont « le positionnement en triangle permet aux deux passagers de posséder une vision totalement dégagée de la piste mais aussi de voir les réactions du pilote en fonction des mouvements de la voiture ». La société est présente majoritairement sur les circuits français de Dijon-Prenois, Magny-Cours, du Paul-Ricard, mais aussi sur des circuits internationaux à partir de 2004 dont Barcelone, le Nürburgring, Monza ou même Dubaï.
En 2013, LRS Formula créé l'Eau Rouge Club, une société de restauration et de vente d'anciennes monoplaces de Formule 1, assurant l'accompagnement des acheteurs et leur exploitation en piste, en permettant même leur personnalisation. L'entreprise possède des Jaguar, des Jordan et des Williams des années 1990 et 2000, plusieurs d'entre elles ayant été pilotées en Grand Prix par Michael Schumacher ou Eddie Irvine. En 2018, Laurent Redon rachète le circuit du Bugey de Château-Gaillard dans l'Ain, pour sa société LRS Formula, et y organise des compétitions de karting internationales.
En 2003, en parallèle de sa société, Laurent Redon rachète un circuit de karting à Vénissieux au vainqueur de Grand Prix de Formule 1 René Arnoux, et le développe pour en faire la plus grande piste de karting en salle de la région, créant un parc multi-activités Park Events autour de ce circuit, avec un laser-game et un bowling.

#### Brève expérience de directeur d'équipe en Superleague Formula

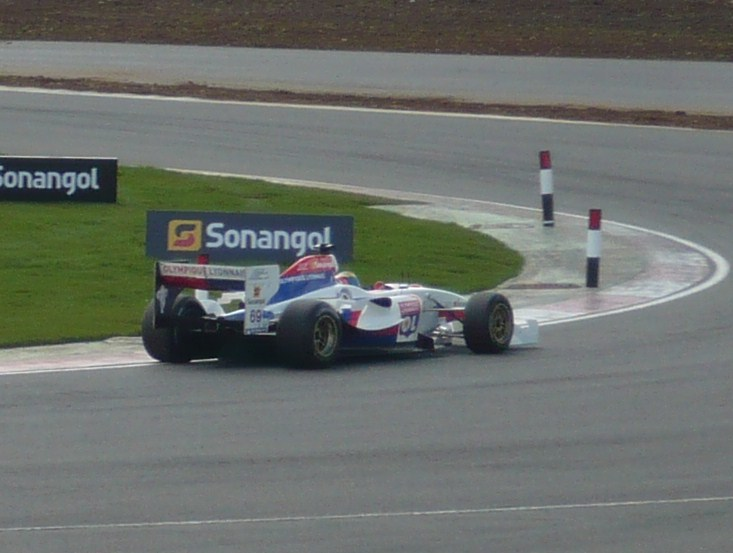
Sébastien Bourdais dans sa voiture LRS Formula pour l'Olympique lyonnais, à Silverstone, le weekend de sa victoire en Superleague Formula.

En 2010, Laurent Redon engage son écurie LRS Formula, dérivée de sa société, en Superleague Formula, compétition regroupant des clubs de football du monde entier, sous les couleurs de l'Olympique lyonnais, et engage comme pilote son ancien coéquipier d'endurance et devenu quadruple champion de Champ Car, Sébastien Bourdais. Les voitures de Superleague Formula sont équipées de moteurs V12 et bénéficient d'appuis aérodynamiques importants. Laurent Redon s'explique sur cet engagement : « Je suis heureux de m'engager en Superleague Formula. Il ne s'agit pas d'une énième formule de promotion, mais d'une catégorie qui revendique le statut de championnat pour pilotes professionnels. Avoir recruté Sébastien Bourdais est la garantie d'avoir l'un des meilleurs pilotes actuels derrière le volant. De plus, il a déjà l'expérience de ce championnat où il a débuté l'an dernier avec succès. Nous sommes fiers de représenter l'OL, le club plus titré du football français au cours de ces dix dernières années. Lyon est aussi une ville dont je suis proche pour de multiples raisons. À commencer par mes origines, puisque je suis Rhônalpin de naissance. »
Lors de la première manche, à Silverstone, Bourdais se classe seulement quinzième de la première course à cause d'un arrêt au stand manqué, mais bénéficie de la grille inversée lors de la deuxième course et s'élance deuxième sur la grille de départ ; le Manceau prend rapidement les devants, puis perd deux places après un nouvel arrêt aux stands compliqué, avant de reprendre la tête de la course et remporter la première victoire de LRS Formula de son histoire,. Néanmoins, les manches suivantes se révèlent beaucoup plus compliquées pour le club lyonnais qui ne remonte jamais sur le podium, et qui pointe à une lointaine 17e place du championnat après cinq épreuves. Sébastien Bourdais décide de partir de l'équipe et explique sa décision : « Depuis [Silverstone], nous allons de problème en problème. J’ai donc décidé d’arrêter là, mais je ne pointe personne du doigt. Je ne vois juste pas comment ça pourrait s’améliorer. L’écurie n’a pas le temps, les infrastructures ou l’argent pour être compétitive. Nous voulions bien faire, mais nous étions à la lutte chaque week-end, et plus le temps passait, moins ça allait. C’était frustrant,. » LRS Formula, simple école de pilotage il y a encore quelques mois, se révèle en difficulté et doit déclarer forfait pour l'épreuve de Zolder, espérant revenir à Brands Hatch pour « résoudre les problèmes »,. LRS Formula revient bien pour la manche britannique avec Franck Perera. Pour la manche d'Adria, LRS Formula se retire définitivement de la compétition et se concentre sur ses activités de stages de pilotage,.

## Résultats en compétition automobile

### Palmarès
- Champion de France de Formule 3 en 1995
- Vainqueur des 500 kilomètres de Spa en 1999
- Vainqueur des 1 000 km d’Estoril en 2001
- Vainqueur des 2 Heures 30 Minutes de Magny-Cours en 2001
- Débutant de l'année (Rookie Of The Year) en Indy Racing League en 2002

### Résultats en Formule 3
| Saison | Écurie                    | Châssis      | Moteur | Engagements | Pole positions | Victoires | Podiums | Meilleurs tours | Points inscrits | Classement |
| ------ | ------------------------- | ------------ | ------ | ----------- | -------------- | --------- | ------- | --------------- | --------------- | ---------- |
| 1994   | Winfield                  | Dallara F393 | Fiat   | 11          | 0              | 0         | 0       | 0               | 26              | 9e         |
| 1995   | Elf La Filière - Winfield | Dallara F394 | Fiat   | 13          | 2              | 4         | 9       | 2               | 131             | Champion   |

| Édition | Écurie            | Châssis      | Moteur      | Classement |
| ------- | ----------------- | ------------ | ----------- | ---------- |
| 1995    | Fortec Motorsport | Dallara F395 | Mugen-Honda | 16e        |

### Résultats en Formule 3000
| Saison | Écurie            | Châssis     | Moteur | Engagements | Pole positions | Victoires | Podiums | Meilleurs tours | Points inscrits | Classement |
| ------ | ----------------- | ----------- | ------ | ----------- | -------------- | --------- | ------- | --------------- | --------------- | ---------- |
| 1996   | DAMS              | Lola T96/50 | Zytek  | 9           | 0              | 0         | 0       | 0               | 7               | 8e         |
| 1997   | Super Nova Racing | Lola T96/50 | Zytek  | 10          | 0              | 0         | 1       | 0               | 10              | 9e         |

### Carrière en championnat du monde de Formule 1
| Saison | Écurie                       | Châssis       | Moteur            | Pneus       | Poste                                |
| ------ | ---------------------------- | ------------- | ----------------- | ----------- | ------------------------------------ |
| 1997   | Minardi F1 Team              | Minardi M197  | Hart 3.0 V8       | Bridgestone | Pilote d'essais                      |
| 1998   | Fondmetal Minardi Team       | Minardi M198  | Ford-Cosworth V10 | Bridgestone | Pilote de réserve et pilote d'essais |
| 1999   | Mild Seven Benetton Playlife | Benetton B199 | Playlife V10      | Bridgestone | Pilote de réserve et pilote d'essais |

### Résultats en endurance
| Saison                                     | Écurie                 | Châssis        | Moteur                    | Engagements | Pole positions | Victoires | Podiums | Meilleurs tours | Points inscrits | Classement |
| ------------------------------------------ | ---------------------- | -------------- | ------------------------- | ----------- | -------------- | --------- | ------- | --------------- | --------------- | ---------- |
| Coupe du monde des voitures de sport 1999  | JB Team Giesse Ferrari | Ferrari 333 SP | Ferrari F310E 4.0L V12    | 6           | 0              | 1         | 4       | 0               | 69              | 7e         |
| Championnat FIA des voitures de sport 2001 | Pescarolo Sport        | Courage C60    | Peugeot A32 3.2L Turbo V6 | 3           | 0              | 1         | 1       | 0               | 20              | 18e        |
| American Le Mans Series 2001               | Pescarolo Sport        | Courage C60    | Peugeot A32 3.2L Turbo V6 | 2           | 0              | 0         | 0       | 0               | 0               | Non classé |
| European Le Mans Series 2001               | Pescarolo Sport        | Courage C60    | Peugeot A32 3.2L Turbo V6 | 3           | 0              | 1         | 1       | 0               | 65              | 7e         |

### Résultats aux 24 Heures du Mans
| Saison | Écurie          | Voiture     | Moteur                    | Coéquipiers                                 | Classe  | Tours | Pos. | Class. Pos. |
| ------ | --------------- | ----------- | ------------------------- | ------------------------------------------- | ------- | ----- | ---- | ----------- |
| 2001   | Pescarolo Sport | Courage C60 | Peugeot A32 3.2L Turbo V6 | Sébastien Bourdais Jean-Christophe Boullion | LMP 900 | 271   | 13e  | 4e          |

### Résultats en Indy Racing League
| Saison | Écurie                  | Châssis     | Moteur     | Engagements | Pole positions | Victoires | Podiums | Meilleurs tours | Points inscrits | Classement             |
| ------ | ----------------------- | ----------- | ---------- | ----------- | -------------- | --------- | ------- | --------------- | --------------- | ---------------------- |
| 2001   | Mi-Jack Conquest Racing | Dallara IR1 | Oldsmobile | 2           | 0              | 0         | 0       | 0               | 45              | 29e                    |
| 2002   | Mi-Jack Conquest Racing | Dallara IR2 | Infiniti   | 15          | 0              | 0         | 1       | 0               | 229             | 12e Rookie of the year |

| Saison | Écurie                  | Châssis     | Moteur     | Pneus | 1      | 2        | 3     | 4      | 5         | 6        | 7     | 8        | 9        | 10     | 11     | 12       | 13        | 14       | 15      | Classement             | Points inscrits |
| ------ | ----------------------- | ----------- | ---------- | ----- | ------ | -------- | ----- | ------ | --------- | -------- | ----- | -------- | -------- | ------ | ------ | -------- | --------- | -------- | ------- | ---------------------- | --------------- |
| 2001   | Mi-Jack Conquest Racing | Dallara IR1 | Oldsmobile | F     | PHX    | MIA      | ATL   | INDY   | TEX       | PIK      | RIC   | KAN      | NAS      | KEN    | GAT    | CHI 7    | TEX2 Abd. |          |         | 29e                    | 45              |
| 2002   | Mi-Jack Conquest Racing | Dallara IR2 | Infiniti   | F     | MIA 15 | PHX Abd. | FON 3 | NAZ 15 | INDY Abd. | TEX Abd. | PIK 7 | RIC Abd. | KAN Abd. | NAS 16 | MIC 11 | KEN Abd. | GAT Abd.  | CHI Abd. | TEX2 10 | 12e Rookie of the year | 229             |